# الاتحاد السعودي للمصارعة
الاتحاد السعودي للمصارعة، هو الجهة الراعية لرياضة المصارعة في المملكة العربية السعودية، يرأسه فهد بن عبد الله الفراج، وتشرف عليه وزارة الرياضة، تأسس في عام 1980، وكان يرتبط بالاتحاد السعودي للملاكمة حتى انفصل عنها ليصبح اتحادًا مستقلًا في عام 2013، يقيم الاتحاد عددًا من البطولات الداخلية مثل بطولة المملكة للأندية ومراكز التدريب.